# Татарские Хутора
Татарские Хутора — деревня в Заокском районе Тульской области в составе городского поселения рабочий посёлок Заокский.

## География
Деревня находится в северной части Тульской области у юго-восточной окраины посёлка Заокский, административного центра района.

## История
В 1926 году здесь было учтено 12 дворов, на предвоенной карте (1935-1941гг) отмечено 14 дворов.

## Население
Постоянное население деревни составляло 49 человек (1926 год), 20 (русские 100 %) в 2002 году, 17 в 2010.